# Magánnyomozó

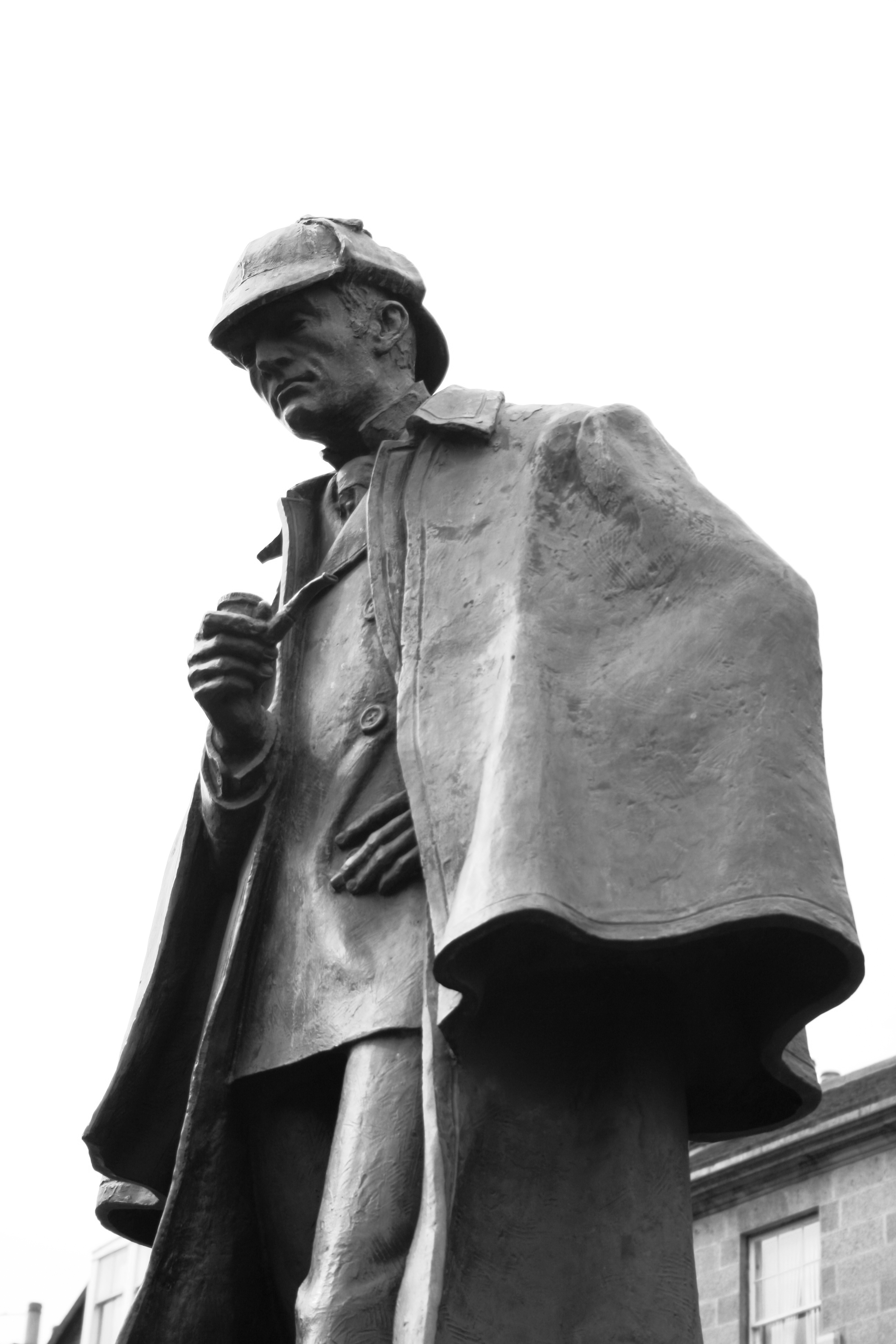
Holmes szobor Edinburgh-ban

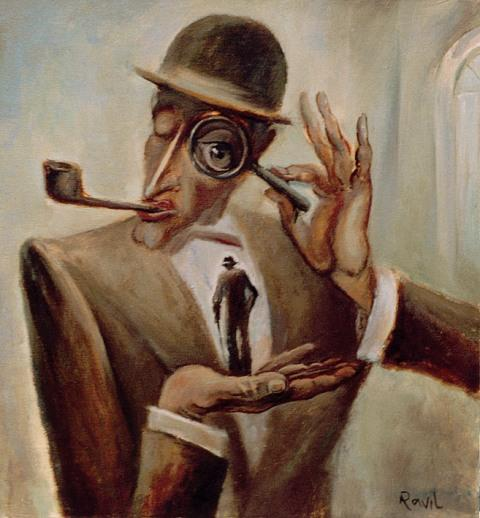
Holmes. Ravil Akmajev festménye

A magánnyomozó olyan személy, aki más, általában magánszemély megbízásából végez privát nyomozói tevékenységet. Ez többféle lehet, irányulhat eltűnt személy felkutatására, illegális gazdasági cselekmények leleplezésére, esetleg hűtlen házastárs lebuktatására is.
A megbízás, annak tárgya természetesen titkos, de hogy általában milyen lehetőségei vannak egy magánnyomozónak, azok nem. A megbízók sok esetben a regényekben olvasottakat, filmekben látott módszereket, eszközöket társítják a gyakorlati lehetőségekkel, így nem kevés számban irreális, olykor a törvény adta lehetőségeken messze túlmutató igényekkel lépnek fel.

## A magánnyomozó szakma története és a magánnyomozás mint fogalom definiálása
A magánkutató (magánnyomozó) irodák létrehozására 1913-ban lépett életbe az első jogszabály, a 135 585/1913. BM.kr. a magánkutató (magándetektív) irodák működésének szabályozása.
A rendelet 1914. február 1-jén lépett hatályba, a magánkutató irodák 1914. május 1-jéig kaptak türelmi időt működési engedélyük beszerzéséhez.
A fenti jogszabály a magánnyomozó munka vállalását és végzését szabályozta:
- mely hatóságok engedélyezhették a magánkutatói tevékenységet,
- feltételei a tevékenységnek végzésének (jogvégzettség vagy a rendvédelmi testületek

egyikénél, illetve a közigazgatásban huzamos ideig kifogástalan ellátott erkölcsileg feddhetetlen személy)
- a vállalkozás telephelyét a területileg illetékes rendőrhatóságnak be kellett jelenteni,
- az iratforgalmat adminisztrálni kellett, ügyfelekről nyilvántartást vezetni,
- a működést a hatóságok ellenőrizték,
- az engedély nélkül működőket 15 napi elzárással és pénzbüntetéssel sújtották,
- ha az iroda tulajdonosa nem rendelkezett az előírt kvalifikációval, irodavezetőt kellett alkalmazni.

A rendelet célja volt a szolgáltatást igénybe vevők érdekeinek védelme és a hatósági ellenőrzés biztosítása.

## A kezdetektől a betiltásig
1916-ig a magánkutató irodák száma 20-ra emelkedett. 1918-ban 12 magánkutató iroda működött Budapesten 16 alkalmazottal. Az első világháború és az életviszonyok negatív következményeként az irodák egy része beszüntette tevékenységét. Az 1920-as évre a magánkutató irodák száma 27-re nőtt. Becslések szerint a magánnyomozói rendeletet követően folyamatosan mintegy 40 fő végezhetett magánnyomozói tevékenységet. A 19. század végétől 1945-ig hozzávetőlegesen 200-250 fő foglalkozhatott magánnyomozással. 
A háború után Sopronban, Szombathelyen, Székesfehérváron, Pécsett és Kaposváron összességében 15 magánnyomozó iroda tevékenykedett. A két világháború közötti időszakban megközelítőleg folyamatosan 50 fő végezhette a magánnyomozó tevékenységet. A magánnyomozói tevékenység háború utáni szabályozását Magyarország rendőrségének az államosítása tette szükségessé.
1921-ben az új körülményeknek megfelelően az 1913. és 1914. évi rendeleteket hatálytalanították.
Új szabályozások léptek életbe a Magyarországhoz történő visszacsatolások miatt a Kárpátalja, Erdély és a Délvidék területein tevékenykedő irodák érdekében, amely a további működésüket szabályozta.

## A betiltástól a rendszerváltásig
A magánnyomozói tevékenységet 1949-ben betiltották a magyar állam szovjet államtípussá minősítése miatt.
A 6/1982. (VIII.1.)MT rendelet, valamint 24/1987. (VII.22) MT. rendelet kifejezetten megtiltotta a magánnyomozói tevékenység végzését.

## A rendszerváltástól napjainkig
A rendszerváltozást követően a társadalmi, gazdasági növekedés, a bűnözés, a bűncselekmények emelkedése aztán meghozta az áttörést a magánnyomozó munka törvényi szabályozása érdekében. A 87/1995.(VII.14.) Korm. rendelet átmenetileg szabályozta a személy- és vagyonvédelmi, valamint a magánnyomozói tevékenységet.
A magánnyomozó munka diszkrét, bizalmi jellegű tevékenység, amely a megbízó érdekeinek szem előtt tartása, a magányjogviszonyhoz kapcsolódik, tehát a magánnyomozó vállalkozóval szemben feltétlen bizalmat, szakmaiságot kell garantálni. Ezért alkotta meg az Országgyűlés az 1998. évi IV. törvényt. E törvény értelmében született meg a Belügyminisztérium 24/1998. (VI. 9.) BM rendelete a magánnyomozói munkával kapcsolatosan, amely a vállalkozás keretében végzett személy- és vagyonvédelmi, valamint a magánnyomozói tevékenység szabályairól, a Személy-, Vagyonvédelmi és Magánnyomozói Szakmai Kamaráról szóló törvény végrehajtásáról rendelkezett. 
 Megalkotásra került a 2005. évi CXXXIII. törvény a személy- és vagyonvédelmi, valamint a magánnyomozói tevékenység szabályairól: „a közrend, a közbiztonság javítása, s ezek részeként a személy- és vagyonvédelem, a bűnmegelőzés hatékonyságának fokozása érdekében - erősítse a vállalkozás keretében végzett személy- és vagyonvédelmi, valamint a magánnyomozói szolgáltatás törvényességét, és további garanciát nyújtson a társadalom számára az e szolgáltatásokat igénybe vevők, illetve az e szolgáltatások gyakorlása során érintettek személyhez fűződő jogai, vagyoni érdekei sérthetetlenségére irányuló igényeinek érvényesítéséhez.” 

A 22/2006. (IV. 25.) BM rendelet a személy- és vagyonvédelmi, valamint a magánnyomozói tevékenység szabályairól szóló 2005. évi CXXXIII. törvény végrehajtása értelmében szabályozza többek között a működési engedély, a magánnyomozó működési engedélye, az igazgatási szolgáltatási díjak, a felelősségbiztosítási szerződés feltételeit.
A magánnyomozó szakma bekerült a magyarországi társadalmi rendszerbe, amelyet a megbízhatóság, szakmaiság, diszkréció működtet a megbízók felé. Így a magánnyomozás, mint fogalom definiálása a gyakorlatban: 

A magánnyomozás polgári jogviszony keretében végzett (civil) szolgáltatás, tehát olyan adatgyűjtési formákat és műveleteket jelent, melyeket az erre specializálódott egyéni vállalkozók személyesen, a gazdasági társaságok pedig cégszerűen, de a fő- vagy mellékállású magánnyomozóik személyes felelősségével, törvényi felhatalmazás, illetve rendőrhatósági engedély (igazolvány) birtokában végeznek, a megbízóik jogos – általában gazdasági-üzleti, ritkábban magántermészetű, családi – érdekérvényesítése céljából, megbízási szerződés keretei között.

## Törvényi szabályozás
A többször módosított 2005. évi CXXXIII. számú, a személy- és vagyonvédelmi, valamint a magánnyomozói tevékenység szabályairól szóló törvény alapján a magánnyomozóra vonatkozó szabályok:
34. § (1) A magánnyomozó a szerződés teljesítése érdekében
- a) adatot gyűjthet, felvilágosítást kérhet;
- b) az igazolvány bemutatását követően - külön jogszabályokban foglaltak szerint - az ingatlan-nyilvántartásban, az egyéni vállalkozók nyilvántartásában és a cégnyilvántartásban nyilvántartott adatokról kivonatot, másolatot készíthet, ha arra a megbízó kifejezetten felhatalmazta. A megbízó felhatalmazása alapján a polgárok személyi adatainak és lakcímének nyilvántartásából és a közúti közlekedési nyilvántartásból adatszolgáltatást kérhet, ha erre a személyes eljárása esetén a megbízó is jogosult, feltéve, hogy annak szolgáltatását az érintett nem tiltotta meg vagy nem kifogásolta vagy a minősített adat védelméről szóló törvény másként nem rendelkezik;
- c) kép- és hangfelvételt a kötelezettségeit meghatározó szerződés keretei között, a személyes adatok védelméről és a közérdekű adatok nyilvánosságáról szóló törvény adatvédelmi és személyiségi jogokra vonatkozó szabályai megtartásával készíthet, illetve használhat fel;
- d) a más részére szóló zárt küldemény tartalmát csak a címzett vagy a feladó előzetes hozzájárulásával ellenőrizheti.

(2) Nem készíthető kép- és hangfelvétel olyan helyen, ahol a megfigyelés az emberi méltóságot sértheti, így különösen öltözőben, próbafülkében, mosdóban, illemhelyen, kórházi szobában és szociális intézmény lakóhelyiségében.
35. § A magánnyomozás nem irányulhat
- a) diplomáciai, konzuli képviseletek, az ezekkel egy tekintet alá eső nemzetközi szervezetek, valamint azok tagjai tevékenységére;
- b) a Büntető Törvénykönyvről szóló törvény szerinti hivatalos és külföldi hivatalos személy hivatalos tevékenységére;
- c) természetes személyek személyes és különleges adataira, kivéve, ha a személyes adatok törvény alapján a megbízó számára hozzáférhetőek, illetve, ha az adatgyűjtéssel érintett ehhez - különleges adatai tekintetében - írásban hozzájárul.

Azt, hogy ezeket a törvényi kereteket  az egyes magánnyomozók milyen tartalommal képesek kitölteni, az szakmai felkészültségük, tapasztalatuk, kreativitásuk, megbízhatóságuk dönti el.

## A magánnyomozás főbb területei
A piacgazdaság kialakulásával megváltozott az általános magán és üzleti jellegű információ, személy és vagyonbiztonsági igény, amelynek kiszolgálása alapvetően már nem az állami szervek hatáskörébe és illetékességébe tartozott. A privatizáció, a magángazdaságok kialakulásával és fejlődésével párhuzamosan alakult ki a magánbiztonsági szolgáltatások, az élőerős és technikai (elektronikai) személy, vagyonvédelmi és magánnyomozói szolgáltatások rendszere.
A tradicionálisnak tekinthető nyomozati szolgáltatások mellett fokozódó igényként jelenik meg a különböző gazdasági és bűnügyi jellegű információk, bizonyítékok megszerzése is.
A magánnyomozás főbb területei között említhetjük  a teljesség igénye nélkül az üzleti hírszerzés különböző aktív (offenzív) válfajait (Átvilágítás - Due diligence, Versenypiaci hírszerzés), illetve a különböző védelmi, preventív (defenzív) jellegű információszerző (felvétel előtti és időszakos biztonsági, adat- és titokvédelmi, információbiztonsági és háttérellenőrzések, biztonsági és üzleti kockázat felmérés és tanácsadás). Ugynacsak nem elhanyagolható mértékben jelentkezik igényként a különböző bekövetkezett rendkívüli események, bűncselekmények nyomozásában való közreműködés, az illetékes hatóságokkal történő együttműködés keretében.

## Tévhitek
A magánnyomozókkal kapcsolatos sztereotípiák könyvekből, TV-ből és a mozifilmekből származnak. A magánnyomozók képzelt világában az ügyfelek gyakran azért fordulnak magánnyomozókhoz segítségért, mert nem tudnak, vagy nem mernek a rendőrséghez fordulni, illetve nem bíznak az igazságszolgáltatásban. Némely ábrázolásban az ügyfelek azért fordulnak magánnyomozóhoz, mert az igazságszolgáltatás nem oldotta meg a problémájukat.
A kitalált ügyfelek gyakran azért bíznak meg magánnyomozót, mert:
- ellopott, vagy eltűnt dolgokat keresnek,
- szeretnék próbára tenni partnerük vagy házastársuk hűségét,
- szeretnék próbára tenni egy barátjuk vagy üzlettársuk becsületességét,
- eltűnt vagy hiányzó rokonaikat keresik,
- szeretnék megtalálni egy megoldatlan bűnügy elkövetőjét,
- cégen belüli leendő alkalmazottakat kívánnak leellenőriztetni.

Bár az igazi ügyfelek nem azok az ártatlan leánykák, akik a filmekben jelennek meg, de a tévében és a könyvekben lévő történetek gyakran egybevágnak az igazi magánnyomozók munkájával. 

Az igazi magánnyomozók gyakran foglalkoznak megfigyelésekkel, követéssel, eltűnt személyek felkutatásával és környezettanulmányok elvégzésével. A nyomozók gyakran szereznek be perdöntő bizonyítékokat, és ha az ügyfél felfedi a megbízás tényét, a magánnyomozó meghallgatható egy bírósági eljárásban tanúként is. 

Természetesen a magánnyomozók napi munkája változatos: valaki gazdasági ügyekre specializálódik, valaki megtévedt házastársakat lepleznek le és valaki környezettanulmányokat végeznek. A fikció és a valóság között van közös pont: a magánnyomozóknak össze kell gyűjteni a tényeket és a bizonyítékokat. 

Összegyűjteni a tényeket többet igényel a jó megérzéseknél és a szerencsénél.
Egy ügy sikeres megoldása tervezéssel és elemzéssel kezdődik.

## A magánnyomozók kötelességei
A magánnyomozók kötelességei:
- megvitatni az ügyet az ügyféllel és mérlegelni az ügy törvényes és etikus megoldását,
- előzetes becslő költségvetést készíteni,
- úgy vezetni a vizsgálatot, hogy a begyűjtött bizonyítékok adott esetben a bíróság előtt is felhasználhatók legyenek,
- elemezni az összegyűjtött dokumentumokat és bizonyítékokat,
- jelentést készíteni a munkájáról.

A magánnyomozó többféle forrást használ az ügy megoldása érdekben. Ám legtöbbször a forrást a célszemély megfigyelése biztosítja. A megfigyelés alapja nagyon egyszerű: a magánnyomozó pontosan dokumentálja, hogy a megfigyelt személy hová ment és kivel találkozott. De ténylegesen egy megfigyelés ennél bonyolultabb dolog. Embereket úgy követni, hogy a magánnyomozó észrevétlen maradjon és a célszemélyt se veszítse szem elől, nem egyszerű feladat. 

Az információk és bizonyítékok összegyűjtésén felül a magánnyomozónak tudnia kell azt is, hogy hogyan kell azokat elemezni, és hogyan kell az eredményeket tapintatosan közölni a megbízóval. A nyomozási technikákat, melyeket alkalmaznak nem az iskolapadban tanulják.